# Kietlin (Basse-Silésie)
Pour les articles homonymes, voir Kietlin.
Kietlin est un village de la commune de Niemcza, dans le powiat de Dzierżoniów, dans la voïvodie de Basse-Silésie, dans le Sud-Ouest de la Pologne.
Il se situe à environ 2 km au nord-ouest de Niemcza, 18 km à l'est de Dzierżoniów et 47 km au sud de Wrocław.

## Histoire
De 1742 à 1945, Kittelau fait partie de l'arrondissement de Nimptsch puis à partir de 1932, de l'arrondissement de Reichenbach dans le district de Breslau au sein de la province de Silésie.

## Bâtiments
- Palais et parc de Kietlin[1]

## Environs
À moins de 5 km
- Château de Gola Dzierżoniowska
- Arboretum de Wojsławice